# 贝拉·阿赫玛杜琳娜

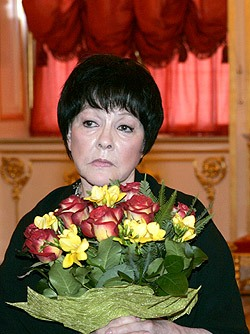

贝拉·阿赫玛杜琳娜（俄语：Бе́лла (Изабе́лла) Аха́товна Ахмаду́лина，1937年4月10日—2010年11月29日），俄苏诗人、短篇小说家、翻译家。她是俄国新浪潮文学运动的参与者，在世时曾被约瑟夫·布罗茨基称为“最优秀的在世俄语诗人”。赫鲁晓夫解冻时她曾数次出国访问，赢得国际读者的注意。虽然她的作品并不关心政治，但她还是经常批评苏联当局，并声援那些持不同政见的知识分子，包括诺贝尔奖获得者帕斯捷尔纳克、萨哈罗夫和索尔仁尼琴。